# FFmpeg

Diagramme montrant différents logiciels utilisant FFmpeg (Video Disk Recorder, MPlayer, Xine et VideoLAN).

FFmpeg est une collection de logiciels libres destinés au traitement de flux audio ou vidéo (enregistrement, lecture ou conversion d'un format à un autre). Cette bibliothèque est utilisée par de nombreux autres logiciels ou services comme VLC, iTunes ou YouTube.
Développé sur GNU/Linux, FFmpeg peut être compilé sur la plupart des systèmes d'exploitation, y compris Windows. Le projet est distribué sous licence libre, GPL 2+ ou LGPL 2.1+ en fonction des options de compilation du projet.
Le nom FFmpeg est constitué du nom du groupe de travail MPEG et des deux F provenant de l'abréviation de « fast forward » (« avance rapide ») en anglais.

## Histoire
Ce projet a été créé par Fabrice Bellard en 2000, et est maintenant maintenu par Michael Niedermayer. Il est actuellement hébergé sur les serveurs du projet MPlayer.
En 2024, FFmpeg  a reçu 157 580 € du Sovereign Tech Fund jusqu'à la fin de 2025.

## Composants
Le projet est constitué de plusieurs composants, outils en ligne de commande ou bibliothèques logicielles :
- ffmpeg l'utilitaire éponyme de conversion des formats vidéo. Il prend aussi en charge l'encodage en temps réel depuis une carte TV ;
- ffserver est un serveur HTTP destiné à la diffusion de contenu en continu (streaming) ;
- ffplay permet de lire un fichier multimédia (il est basé sur les bibliothèques SDL et FFmpeg).

Bibliothèques :
- libavcodec contient tous les encodeurs et décodeurs audio/video de FFmpeg. La plupart des codecs ont été redéveloppés à partir de zéro pour assurer les meilleures performances et la réutilisabilité du code source, une partie d'entre eux a été développée par rétro-ingénierie ;
- libavformat contient un analyseur syntaxique (un parser en anglais, parcoureur en français) et un générateur pour les formats audio/video les plus communs.

## Liste des formats conteneurs audio/vidéo pris en charge
- AVI
- MPEG
- ASF
- MOV
- OGG
- Matroska (dont WebM)
- WAVE

## Liste des formats de compression pris en charge
FFmpeg est probablement le logiciel d'encodage/décodage prenant en charge le plus de formats.

### Audio
- FLAC, compression sans perte
- MPEG-1 Audio Layer 2 (mp2), MPEG-1/2 Audio Layer 3 (mp3), MPEG-4 AAC
- speex
- vorbis
- WMA
- OPUS
- G711, G721, G722, G723, G726, G729
- ADPCM
- AMR
- AC-3[5]

### Vidéo
- AV1 (avec librav1e depuis la 3.3, mais svt-av1, plus performant depuis la version 4.4[6])
- Dirac
- MJPEG
- MPEG-1, MPEG-2, MPEG-4 AVC (H.264), MPEG-4 HEVC (H.265)
- theora
- Snow
- Sorenson 3 utilisé par le format de film QuickTime
- VP8, VP9
- WMV
- AMV

### Image
Ces formats sont principalement utilisés pour monter une animation ou pour extraire des images
- AVIF
- JPEG
- JPEG XL
- OpenEXR
- PNG

## Liste d'outils multimédias qui utilisent FFmpeg
- Blender (depuis la version 2.42)
- Emby (en) Media Server
- DLNow (téléchargement et convertisseur vidéo YouTube)
- ffdshow (filtre DirectShow pour Windows)
- ffmpeg-php : cette bibliothèque permet d'obtenir les informations d'une vidéo (taille, longueur, nombre d'images, etc) ou encore de générer une image GIF animée d'une vidéo.
- Format Factory
- GStreamer
- iSquint (convertisseur format iPod pour Mac)
- The KMPlayer
- Kodi (ex XMBC)[7]
- Konvertor
- MPlayer
- CasparCG
- Ps3 Media Server
- MumbleDJ: Player audio sur mumble
- Quick Media Converter
- Super Video Converter (convertisseur vidéo pour windows)
- Shutter encoder (convertisseur vidéo multi-plateforme) Site du projet
- Video Transcoder : une application Android pour transcoder et couper - Site du projet
- VLC media player
- Vmix
- WinFF : interface utilisateur libre de FFmpeg, pour GNU/Linux et Windows.
- Xine